# Nina Gned
Nina Gned, eigentlich Anna Maria Gned, auch Nina [von] Kölla bzw. Nina Köller von Stäfa, (30. September 1811 in Baden bei Wien – 15. Dezember 1874 in Hannover) war eine österreichische Kinderdarstellerin, Theaterschauspielerin und Opernsängerin (Alt).

## Leben
Gned, die Tochter des Schauspielerehepaares Josef und Elise Gned, betrat schon mit 10 Jahren in Pest als Kind in Peter Ritters Oper Salomonis Urteil zum ersten Mal die Bühne, sang mit 11 Jahren im Chor und spielte mit 15 Jahren muntere Liebhaberinnen und Soubretten, errang aber auch in der Oper, so z. B. als „Rosine“ im Barbier von Sevilla und „Nachbarin“ in Maurer und Schlosser, große Erfolge.
1828 kam sie als Opernsoubrette an das Karlsbader Theater und von dort als Altistin an das Landestheater in Prag, wo sie vier Jahre in hervorragender Weise tätig war. Danach war sie in Graz, wo sie im Lustspiel und der Operette Anerkennung fand, hierauf in Brünn und Zürich. 1846 ging sie an das Hoftheater nach Hannover, wo sie bis zu ihrem Tod blieb. Dort feierte sie am 15. November 1871 ihr 50-jähriges Künstlerjubiläum.
Als Schauspielerin verkörperte sie in späteren Jahren das Fach der „komischen Alten“; als ihre beste Leistung auf diesem Gebiet wurde die „Crescenz“ im Salomon Hermann Mosenthals Volksschauspiel Der Sonnwendhof bezeichnet.
Ihre Schwester war Louise Gned, ebenfalls Opernsängerin (Sopran). Ihre Tochter Emmy Gned (1843–1921) war ebenfalls Opernsängerin und mit dem Komponisten und Dirigenten Arno Kleffel (1840–1913) verheiratet. Ihre zweite Tochter Aurora (* 1844) war ebenfalls Sängerin.

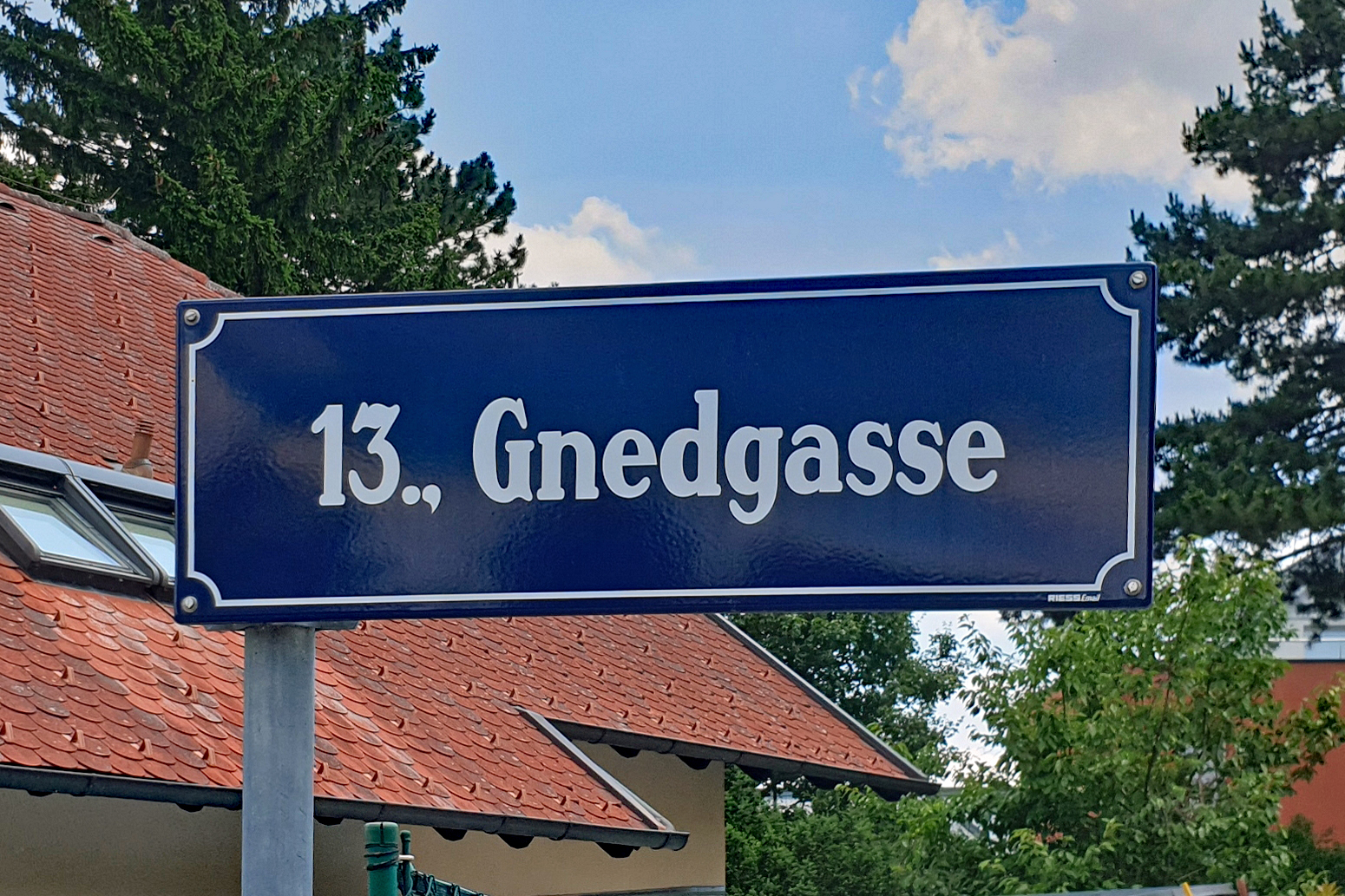
Straßenschild Gnedgasse

Ihr zu Ehren ist seit 1955 im ehemals zu Mauer gehörigen Teils des 13. Wiener Stadtbezirks die Gnedgasse benannt (vormals Billrothgasse).